# Cseh Imre (labdarúgó)
Cseh Imre (1926. január 22. – 2019. június 27. vagy előtte) atléta, magasugró, labdarúgó, kapus.

## Pályafutása
Az 1946-os atlétikai bajnokságon csapat magasugrásban aranyérmes lett társaival.
1947 és 1949 között a Győri Vasas ETO, 1949 és 1952 között a DAC, 1952-ben ismét a Győri Vasas labdarúgója volt. Az ETO színeiben 34 élvonalbeli mérkőzésen védett.